# Conophyma dumale
Conophyma dumale är en insektsart som beskrevs av Leo L. Mishchenko 1950. Conophyma dumale ingår i släktet Conophyma och familjen Dericorythidae. Inga underarter finns listade i Catalogue of Life.